# Saint-Molf
Saint-Molf è un comune francese di 2 300 abitanti situato nel dipartimento della Loira Atlantica nella regione dei Paesi della Loira.

## Società

### Evoluzione demografica
Abitanti censiti